# 野鱒
野鱒，為輻鰭魚綱鮭形目鮭科的一種。

## 分布
本魚分布於歐洲馬其頓Ohrid湖。

## 特徵
本魚體呈紡錘狀，略側扁，成魚頭及身體呈銀色並佈滿黑色斑點，身體上半部最密集，腹部白色，側線周圍具有紅色斑點，體長可達76公分。

## 生態
本魚為陸封型魚類，屬肉食性，以小魚和無脊椎動物為食，繁殖期在每年1至2月。

## 經濟利用
為食用魚及養殖魚類，由於棲息地破壞、過度捕撈及外來種的引進，可能造成族群減少。